# Yanet García
Yanet García (Monterrey, 14 de novembro de 1990) é uma modelo, atriz, influenciadora e apresentadora do clima mexicana. Ela é conhecida por ter sido a primeira modelo a aparecer na capa da primeira edição mexicana da revista adulta Penthouse.
No dia 21 de junho de 2015, um de seus segmentos de previsão do tempo se tornou viral na internet, tornando-a conhecida em todo o mundo. Isso fez com que ela fosse chamada de La Chica del Clima (A Garota do Tempo).

## Biografia
Nascida em 14 de novembro de 1990 em Monterrei, estudou contabilidade pública e obteve certificação como coach nutricional no Institute for Integrative Nutrition de Nova York, participando também de conferências sobre nutrição na Universidade de Harvard.
Aos 20 anos abriu sua própria academia de modelos profissionais em Santiago (Nuevo León), chamada "Yanet García Models". Em 2013 participou do casting do concurso Nuestra Belleza Nuevo León. Estreou-se como apresentadora de meteorologia em 2014 no programa Las Noticias da Televisa Monterrey, e no ano seguinte passou a ser responsável pela seção meteorológica do programa Gente Régia, onde alcançou fama. No mesmo ano de 2015, posou para a revista H para hombres do mês de outubro.
Em 2017, a revista americana FHM a elegeu como uma das cem mulheres mais bonitas do mundo. Nesse mesmo ano, estreou como atriz no filme Sharknado 5: Aquecimento Global. Em 2018, ingressou no famoso programa matinal da Televisa, Hoy.
Em 2019 estrelou o filme espanhol Bellezonismo. Em 2020, estreou na rede de televisão americana de língua espanhola Univisión.
Em 2021 abriu sua conta OnlyFans, contando até então com aproximadamente 5 mil seguidores.
Em outubro de 2023 ele anunciou sua entrada na New York Film Academy.